# Eurabia
Eurabia è il pericolo secondo cui la geopolitica fa riferimento ad un ipotetico scenario futuro in cui l'Europa, a causa di una presunta continua massiccia immigrazione dai paesi di religione islamica unito alla bassa natalità dei popoli europei autoctoni, verrebbe islamizzata. Il termine fu coniato da Bat Ye'or e in seguito ripreso e «reso incandescente» da Oriana Fallaci. È stato usato da qualche autore anche per denotare un intento inseribile in una sorta di teoria del complotto: la Fallaci si riferisce alla teoria come "la più vasta cospirazione che la storia moderna abbia creato".

## Storia
Il concetto è stato originariamente formulato dalla scrittrice di origine ebraica Bat Ye'or, la cui famiglia visse in Egitto fino al 1957. Costei prevedeva un'ostilità arabo-europea verso Israele e un sostegno della Comunità europea per la creazione di uno stato arabo-palestinese. Da allora il suo significato si è espanso. Oggi è principalmente utilizzato per descrivere una teoria geopolitica che si figura una presunta trasformazione dell'Unione Europea, dove la cultura dominante non sarà più occidentale ma islamica e la Sharīʿa diventerà il sistema di valori dominanti per la moltiplicazione dei fedeli musulmani a seguito delle immigrazioni di massa.
Il termine è in genere usato in concomitanza con dhimmitudine, un altro termine introdotto da Ye'or, che denota un presunto comportamento di concessione e di arrendevolezza nei riguardi delle richieste islamiche.
"Eurabia" fu in origine il titolo di un bollettino pubblicato dal "Comitato europeo per la coordinazione delle associazioni d'amicizia con il mondo arabo". 
Secondo Bat Ye'or, fu pubblicato in collaborazione con "France-Pays Arabes", quotidiano della "Associazione di solidarietà franco-araba" (ASFA), con il "Middle East International" (Londra) e il "Gruppo di Studi del Medio Oriente" (Ginevra).
Durante la crisi energetica del 1973, la Comunità Economica Europea (antenata dell'Unione europea), entrò nel Dialogo euro-arabo con la Lega Araba. Bat Ye'or in seguito usò il titolo del quotidiano Eurabia, per descrivere il Dialogo Euroarabo (DEA) e vi associò sviluppi politici. Il termine in origine non possedeva un proposito peggiorativo, e nemmeno alcuna connotazione simile all'uso presente: Bat Ye'or fu la prima a usarlo in questo senso, specie nel suo libro del 2005 Eurabia: L'Asse Euroaraba (in Germania, Eurabia è presente nei nomi di diverse imprese, come l'Eurabia Schiffahrts-Agentur GmbH e l'Eurabia Tours).

## Caratteristiche generali
Secondo tale teoria - stante lo scarso tasso di natalità delle popolazioni europee autoctone rispetto a quello degli immigrati arabo-islamici - finirebbe con lo snaturare nel giro di qualche decennio la propria identità, mettendo allo stesso tempo a rischio le proprie libertà civili (in particolare quella d'espressione) oltreché la laicità dei vari Stati. Viene infatti prospettato il rischio che i musulmani, una volta divenuti "massa critica", possano pretendere l'inserimento nei vari ordinamenti giuridici nazionali di norme provenienti dalla Sharīʿa. Di conseguenza, viene spesso rimproverato alla classe politica europea di non essere abbastanza lungimirante per affrontare questi pericoli, ed è anche per questo che molti tendono ad essere euroscettici.
Non esiste tuttavia una denominazione specifica alla credenza nello scenario euràbo e nessuna ideologia ufficiale di "Eurabismo". Tra chi ritiene veritiera questa previsione, ci possono essere quindi anche alcune divergenze di opinioni, tuttavia la maggior parte di loro ritiene in genere che l'Islam sia almeno in parte ostile o comunque non totalmente compatibile con i valori della civiltà occidentale, che le differenze culturali potrebbero causare in futuro problemi di convivenza etnico/religiosa e che fra qualche generazione i musulmani grazie all'immigrazione costante e all'elevato tasso di fertilità rispetto alle popolazioni europee autoctone, potranno costituire una maggioranza democratica.

## Le teorie di Bat Ye'or
Bat Ye'or vede l'Eurabia (il processo politico) come il risultato di una politica europea capeggiata dalla Francia originariamente intesa ad incrementare il potere europeo contro gli Stati Uniti attraverso un allineamento dei suoi interessi con quelli dei Paesi Arabi, e lo considera come una causa fondamentale dell'ostilità europea nei confronti di Israele.
La scrittrice descrive l'Eurabia come segue:
(Bat Ye'or)
Gli arabi stabilirono le condizioni per questa associazione:
1. una politica europea che fosse indipendente e si opponesse a quella degli Stati Uniti
2. il riconoscimento da parte dell'Europa di un popolo palestinese, e alla creazione di uno Stato palestinese
3. il sostegno europeo all'OLP
4. la designazione di Yasser Arafat come l'unico ed esclusivo rappresentante di quel popolo palestinese
5. la delegittimazione dello Stato di Israele, storica e politica, la sua riduzione nei confini non valicabili, e l'arabizzazione di Gerusalemme.

Da ciò nasce la celata guerra europea contro Israele, attraverso boicottaggi economici e talvolta altrettanti accademici, con una deliberata denigrazione e la diffusione di comportamenti antisionistici e neoantisemiti."
Bat Ye'or più tardi riassunse il processo sulla rivista National Reviewe:
(Bat Ye'or, National Review)

## Uso del termine
L'uso corrente del termine è più diffuso della versione data da Bat Ye'or, con minore attenzione delle relazioni franco-arabe, e maggiore per le immigrazioni e la demografia musulmana. Altri, come Bernard Lewis e Bruce Bawer hanno presentato scenari simili, per i quali il termine 'Eurabia' è usato anche oggi .
Lo scettico Matt Carr descrive lo scenario come segue:
(Matt Carr, "You are now entering Eurabia", 2006)

## Il dibattito
<1% (Armenia, Bielorussia, Repubblica Ceca, Estonia, Finlandia, Ungheria, Irlanda, Islanda, Lettonia, Lituania, Malta, Moldavia, Monaco, Polonia, Portogallo, Romania, San Marino, Slovacchia, Città del Vaticano)
     1%-2% (Andorra, Croazia, Ucraina)
     2%-4% (Italia, Lussemburgo, Norvegia, Serbia, Slovenia, Spagna)
     4%-5% (Danimarca, Grecia, Liechtenstein, Regno Unito)
     5%-10% (Austria, Belgio, Bulgaria, Francia, Germania, Paesi Bassi, Svezia, Svizzera)
     10%-20% (Georgia, Montenegro, Russia)
     20%-30% (Cipro)
     30%-50% (Macedonia del Nord)
     50%-70% (Bosnia ed Erzegovina)
     70%-80% (Albania)
     80%-90% (Kazakistan)
     90%-100% (Kosovo, Azerbaigian, Turchia)
La teoria euràba spiegherebbe l'espansione della popolazione musulmana dell'Europa, e la risposta religiosa che ne deriva, come una minaccia sovversiva e insidiosa per la civiltà occidentale europea. Lars Hedegaard del periodico danese 'Free Press Society' considera la possibilità che l'Europa si frammenti in tante zone circondate da territori stranieri:
(Lars Hedegaard, Congresso Front Page Magazine, 2006)
Non tutti i sostenitori della teoria vedono l'Eurabia come inevitabile. Alcuni patrocinano la proibizione dell'Islam, alcuni propongono di limitare l'immigrazione proveniente dai paesi islamici e altri ancora difendono un confronto diretto. In un articolo intitolato «Confronto, non pacificazione», Ayaan Hirsi Ali si è mostrata favorevole verso una politica risoluta a livello europeo, per affrontare la minaccia dell'Islam radicale e paragona le politiche non-aggressive con la riappacificazione di Neville Chamberlain nei confronti di Hitler. Precisamente, lei propone:
- un attento monitoraggio della crescita demografica della popolazione musulmana in Europa, in particolare nella UE;
- la registrazione di tutti i casi di violenza contro le donne, gli ebrei e gli omosessuali, inclusa l'identità (religiosa) del perpetratore;
- che l'Europa debba riconoscere gli Stati Uniti d'America e Israele come alleati nella lotta contro l'Islam radicale;
- le fonti alternative di energia, per ridurre la dipendenza al petrolio;
- una politica europea d'immigrazione che produca l'ingresso condizionato dalla fedeltà alla Costituzione nazionale: gli immigranti firmerebbero un contratto che preveda l'obbedienza alla Costituzione e sarebbero esiliati nel caso in cui rompessero il patto;
- il confronto ideologico con la generazione "infettata dall'Islam radicale": tutti i musulmani devono esplicitamente rinunciare all'Islam radicale;
- offrire una buona educazione, vicina alle scuole islamiche e proibirne l'apertura di nuove.

Un proponente di questa visione, Dave Gaubatz, che ha attratto controversia per le sue asserzioni polemiche riguardanti l'Iraq e le armi di distruzione di massa, sta creando una lista di tutte le scuole islamiche e di tutte le moschee negli Stati Uniti.

### Sostegni alla teoria
Il termine "Eurabia" ha guadagnato credito tra vari scrittori come Fjordman, Oriana Fallaci Robert Spencer, Daniel Pipes, Ayaan Hirsi Ali, Melanie Phillips, e Mark Steyn.

### Critiche alla teoria
In un articolo del Melbourne Age a proposito dell'appello di Raphael Israeli a favore di controlli sull'immigrazione musulmana verso l'Australia per timore di uno sviluppo "critico di massa", lo scrittore Walid Aly afferma che:
(Walid Aly, Melbourne Age)
Sempre Walid Aly sottolinea con preoccupazione come la teoria riceva un "entusiastico sostegno" dagli intellettuali in Europa e da attivisti negli Stati Uniti.
Justin Vaisse e Jonathan Laurence del Brookings Institute hanno sollevato diverse critiche alle teorie. Nell'opera accademica dedicato alla tesi euràba intitolata Le sfide politiche e religiose dell'integrazione islamica nella Francia contemporanea, Laurence afferma:
(Jonathan Laurence, Le sfide politiche e religiose dell'integrazione islamica nella Francia contemporanea)
Justin Vaisse afferma che il libro ha come scopo quello di riportare alle giuste proporzioni "quattro miti della scuola allarmista." Analizzando l'immigrazione islamica in Francia come esempio, sostiene che:
- la popolazione musulmana non starebbe crescendo così velocemente come dichiarato dallo scenario, dato che secondo lui il tasso di fecondità totale degli immigranti declina;
- i musulmani non sarebbero un gruppo monolitico o coeso;
- i musulmani andrebbero alla ricerca dell'integrazione politica e sociale;
- malgrado il loro numero, i musulmani avrebbero un'influenza ridotta sulla politica estera. (p. e. la politica verso Israele).

Il saggista conservatore Andrew Sullivan ha scritto che: "le grida comiche circa l'“Eurabia” non costituiscono altro che un'appena velata volontà di colpire l'Islam da parte dei primitivi insipienti media statunitensi".